# Neufchelles
Neufchelles település Franciaországban, Oise megyében. Lakosainak száma 389 fő (2022. január 1.). Neufchelles Montigny-l’Allier, Mareuil-sur-Ourcq, Rouvres-en-Multien, Varinfroy és Crouy-sur-Ourcq községekkel határos.

## Népesség
A település népességének változása:
| Lakosok száma | 367  | 370  | 377  | 377  | 383  | 388  | 388  | 389  | 389  |
|               | 2013 | 2015 | 2016 | 2017 | 2018 | 2019 | 2020 | 2021 | 2022 |